# A jövő század regénye
A jövő század regénye Jókai Mór egyik regénye, amelyet 1872-től kezdett el közölni. Az 1952 és 2000 között játszódó regény műfaját és koncepcióját tekintve is az író rendhagyó műve; értékelésével és elemzésével az irodalomtörténet mindmáig adós maradt. Sőt, az 1945 utáni kommunista kultúrpolitika kifejezetten tiltotta a művet – hosszú idő után először 1981-ben jelenhetett meg a kritikai kiadása.

## Cselekménye

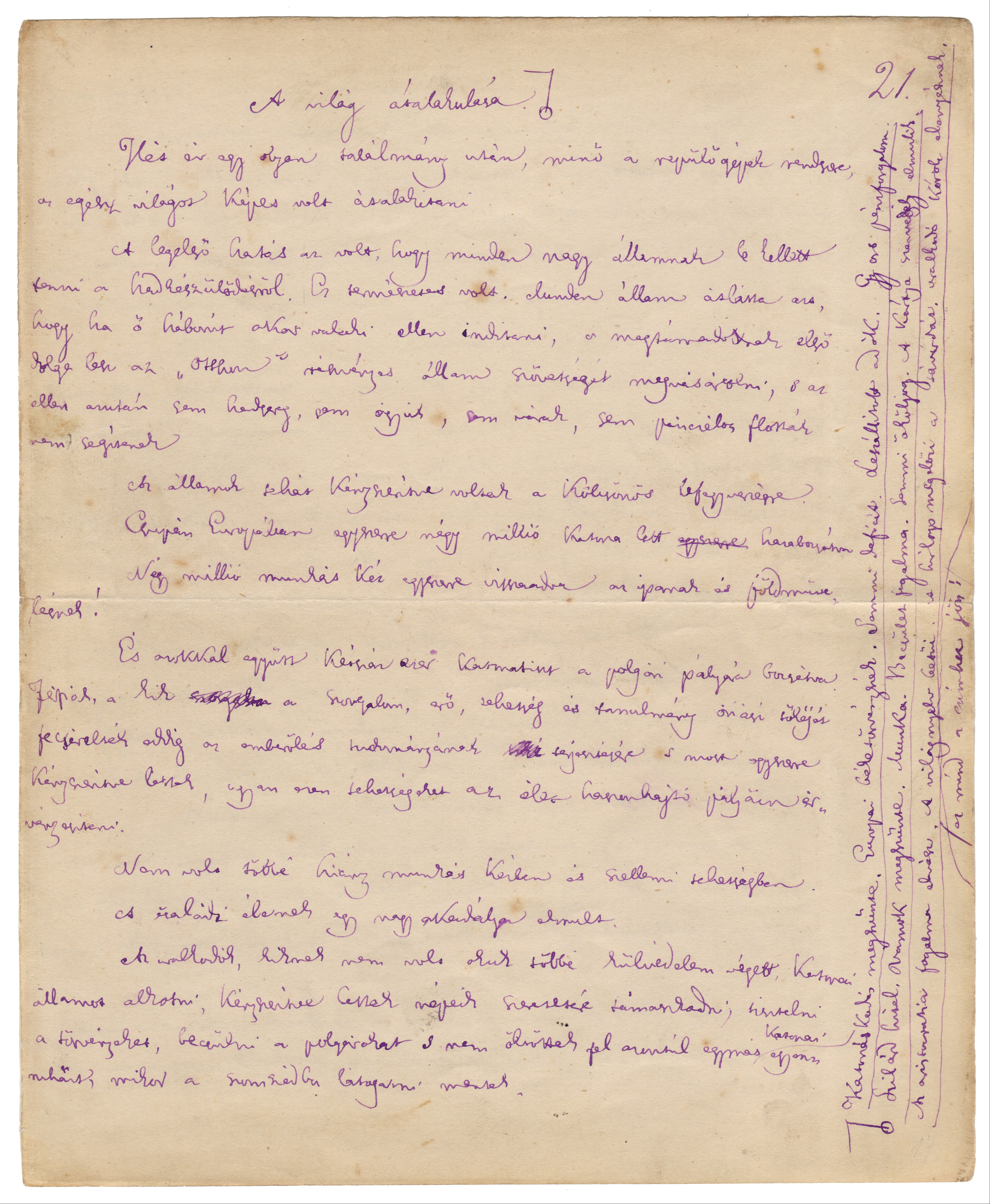
A jövő század regénye kéziratának 21. oldala

### Első rész: az örök harc
A regény cselekménye 1952-ben kezdődik, a magyar trónon a rokonszenvesnek ábrázolt Habsburg uralkodó, II. Árpád ül. A 20. század derekán a cári Oroszországot felváltó expanzív ellenség, a Nihil állama összeütközésbe kerül a Magyarország-központú Monarchiával. A Monarchiát pénzügyi és belpolitikai problémák gyöngítik, a közös hadügyminiszter pedig elhanyagolja a haditechnikai fejlesztéseket. Míg Európa hatalmai a semlegességet választják, addig az anarchista orosz haderő körülzárja és a léggömbökről bombázza a Krakkóban állomásozó osztrák-magyar sereget, más orosz csapatok pedig bevonulnak Bécsbe, ahol irányításuk alá vonják a sajtót és demoralizáló célzattal a magyar csapatok vereségét propagálják. A Sasza asszony vezette megszálló sereg látszatra visszafogottan viselkedik Bécsben, azonban megszerzi a Monarchia aranytartalékát, majd a magyar ellentámadás hallatán a Kárpátok irányába húzódik vissza és ott morzsolódik fel. A leleményes székely, Tatrangi Dávid új találmányai, a repülőgép és az ichor felhasználásával sikerül vereséget mérni a keleti nagyhatalomra, ám ettől függetlenül a háború utáni békeszerződés értelmében Tatrangi és több ezer katonatársa tíz évre a Duna-deltába kénytelen települni.

### Második rész: az örök béke
A regény második részében a Duna-deltában alakult „Otthon” jelentősen átalakítja a világpolitikát: a repülőgép megjelenése kölcsönös lefegyverzésre kényszeríti a nagyhatalmakat, a Monarchia aranytartalékainak megtalálása és visszaszolgáltatása pedig meghozza a Tatrangi által alapított állam diplomáciai elismerését. A Nihil országának vezetője, Sasza asszony újabb támadást készít elő, ennek érdekében szövetségre lép az amerikai Mr. Severusszal, Tatrangi Dávid korábbi találmányainak finanszírozójával és visszatér a monarchikus államformához, ahol ő lesz a cárnő. Sasza, ekkor már Alexandra cárnő ultimátumot intéz az „Otthon” vezetőihez: fogadják el az orosz fennhatóságot vagy emigráljanak Magyarországra. Tatrangi az újabb invázió előtt felkutatja a magyarok keleten maradt leszármazottait; az ő hadba vonulásukkal és az „Otthon” ipari és műszaki hátterére támaszkodva egy légi csatában sikerül végleges vereséget mérni a húszezer repülőgépet (aerodromont) bevető ellenségre. Az orosz szárazföldi csapatokat és balkáni szövetségeseiket a Duna mellékfolyóinak elterelésével sikerül kapitulációra kényszeríteni. Ezután a háborút követő, a világ egészére kiterjedő béke, konszolidáció és tudományos fellendülés tanúi vagyunk: a regény első felének disztópiájával szemben megjelenik az „Otthon” utópiája. (A fejezetcím elárulja, hogy a szerzőre hatott Kantnak Az örök béke című műve.) Mindez egyben a mű egyenetlenebb és művészi szempontból vitatottabb része is.

## Szereplők
- Tatrangi Dávid: a regény romantikusan ábrázolt szereplője, racionális világnézetű feltaláló, származására nézve székely szombatos. Feleségétől, Rozálitól gyereke születik. Élete során számos esetben akadályozzák: példaértékékű, hogy első találmányait nem hazai, hanem amerikai forrásokból fedezi, valamint harctéri sikerei ellenére az osztrák-magyar vezetés a háta mögött egyezik meg az ellenséggel. A regény során katonai és közösségszervező képességeiről is tanúságot tesz. Az összecsapások során igyekszik elkerülni mind a saját, mind az ellenséges sereg véráldozatát.
- Habsburg Árpád: kimondottan magyarbarát uralkodó. Komoly problémát jelent, hogy magánügyeit és szerelmi életét háttérbe kell szorítani a közügyekkel szemben, és mivel alkotmányos uralkodó, tekintettel kell lennie a parlamentre és a közvéleményre is.
- Dárday: a magyar honvédseregben harcol a regény első felében. Bár Tatrangival együtt lefegyverzi és sarokba szorítja Saszát, elengedi őt. Az Otthonban Tatrangi és Severus igazgatótársa, emellett a katonai ügyekért felel.
- Mr. Severus: Jókai korát megelőzve egy Egyesült Államokban élő, fekete bőrű milliomosként és bankárként írta le Mr. Severust, aki pénzügyileg támogatta Tatrangi találmányait és a Duna-deltába is vele tartott. Mr. Severus a regény második felében szerelembe esik Sasza asszonnyal, így vele tart második támadásakor.
- Sasza asszony: az oroszországi forradalom vezetője, alacsony, szőke nő. Utóbb véresen leszámol korábbi szövetségeseivel, az „ördögök” nevet viselő anarchista páhollyal, majd konszolidálja hatalmát és cárnővé kiáltatja ki magát. A regény negatív alakja, Jókai babiloni szajhaként jellemzi.
- Mazrur: a mű egyik negatív szereplője, eredete szerint bácskai szerb kereskedő. Egy leánykereskedő társaság vezetése miatt kiutasították Magyarországról. A későbbiekben a Nihil államának követe, majd Sasza asszony második támadásakor a Délvidéket támadja fosztogató csapatával.

## Fontosabb fogalmak a regényben
Aerodromon: olyan gép, mely képes a repülésre, levegőben való manőverezésre és nagyobb tárgyak szállítására. Elektromossággal működik. A regény első felében mind a szárazföldi erőket, mind a hőlégballonokra alapozott légi hadviselést maga mögé utasítja.
Ichor: a szerző a görög mitológiából kölcsönözte a kifejezést. Az ichor ritka, vulkanikus eredetű anyag, sokáig egyedül a Székelyföldön volt megtalálható (leírása alapján mintegy a műanyag előfutára). Földrajzi előfordulása lehetővé teszi az Otthon politikai, katonai és gazdasági megerősödését, ugyanis Tatrangi az ichort választja repülőgépei építőanyagának. Amikor az Unalaska-szigeten (mely az Aleut-szigetek része) ichort fedeznek fel, az oroszok megtörik Tatrangi monopóliumát és egy légiflottát állítanak fel.
Sabina: 1947-ben alakult részvénytársaság. A társaság magyar nők külföldön való férjhez adásával foglalkozik, vagyis burkolt formája a leánykereskedelemnek. A Pesten kiművelt, szegény sorból származó magyar lányokat Oroszországba szállító társaság működésének betiltása az orosz támadás casus bellije lesz. Jókai újságcikkekben is képviselői felszólalása során maga is foglalkozott a leánykereskedelem jelenségével, a regény ezen elemének megírásakor saját korának visszataszító jelenségét rajzolta meg.

## A regény világa
Világos a helyzet, Oroszország ellen készülünk. Az örökké kísértő rém ellen, ki nagy, prémes süvegével, zúzmarás szakállával, csombókos kancsukájával, mindnyájunknak nehéz álmaiban ott van. És most még a prémes süveg közepéből a frígiai sipka is kivereslik. Amiről a múlt században Hertzen, Bakunin még csak álmodoztak, amit a „Szta Djelat?” szerzője regényképpen írt le, már megvalósult, s a XX. századbeli Oroszország nem olyan félelmes többé Európára, mint a múlt században – hanem félelmesebb. Még a XIX. század napóleoni vészalternatívája ez volt: Európa 50 év alatt vagy respublikává lesz, vagy kozákká; most a kérdés egyesítve van: „kozákká is, respublikává is”. ... Az európai sajtónak egyharmad része az orosz köztársaság magasztalásával foglalkozik. Azonkívül egy egész ligája a becsületes, jóhiszemű doctrinér-szocialistáknak ingyen, a maga kenyerén fárad a propagandájukban. Nem a leigázást, a felszabadítást várják a Volga pusztáiról. ... A bérenc toll szándékos túlzással, a rajongó pedig fantáziája után, paradicsomi színekkel festi ki az oroszországi állapotokat. Annak a belseje pedig el van zárva jobban, mint valaha azelől, hogy idegen szemek a belsejébe láthassanak.

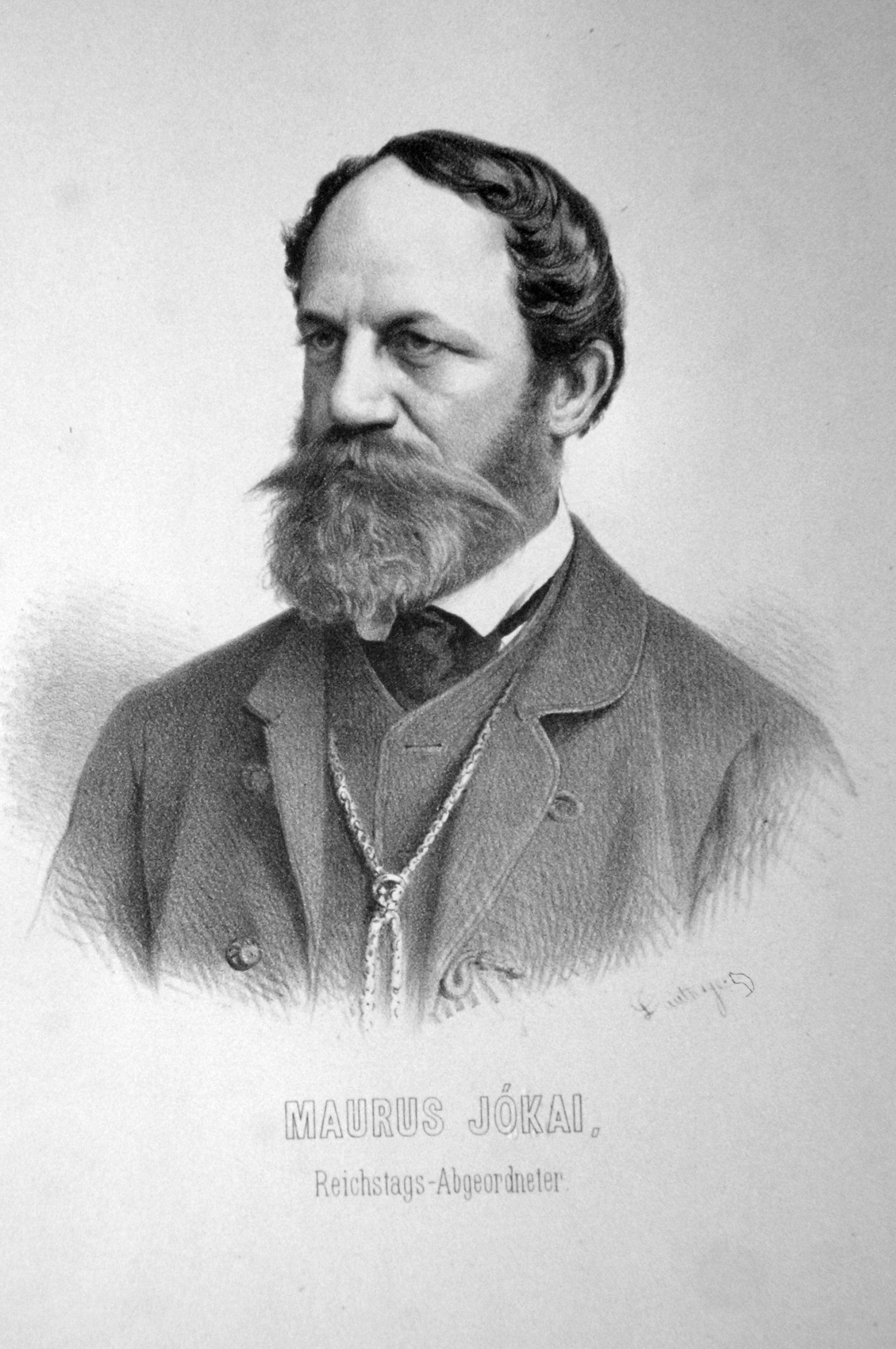
Jókai Mór, a regény szerzője

A jövő század regényében felvázolt politikai helyzet Jókai Mór olvasmányaiból és a 19. század valós hatalmi viszonyaiból nőtt ki, elég csak a porosz–francia háborúra, az Osztrák–Magyar Monarchia bürokráciájának és hadvezetésének megítélésére, a Magyarországot megosztó közjogi problémákra, az orosz bel- és külpolitikára vagy a polgárháború utáni Egyesült Államok gazdasági nagyhatalommá válására gondolni. Jóllehet a regény cselekménye a Föld nagy részét magában foglalja, egyértelmű csomópontokat és a regényben nagy szerephez jutó politikai alakulatokat emelhetünk ki:
Magyar Királyság/ a Monarchia magyar része:
Jókai jövőképe szerint az 1950-es években a dualista monarchia súlypontja eltolódott Magyarország javára – utóbbi presztízsét növeli, hogy a közös uralkodó, Habsburg Árpád Budát tekinti székhelyének és nem a Magyarországra támaszkodó Ausztriát. A Magyar Királyság más tényezők miatt is jelentős: mivel Európa  nagyobb részében előrehaladt a szekularizáció, a pápa kénytelen volt Magyarországra (azon belül is Pozsonyba) költözni. A dualizmus korának egyik legfontosabb követelése megvalósult: a Magyar Királyság háború esetén 600 ezres honvédséget tud mozgósítani. A nemzetiségi kérdés a 20. század közepén is létezik, Magyarország ellenségei számára nagy támadási felületet ad.

Kincső:
A Kincső női név Jókai Mór alkotása A jövő század regénye című művében, bár ott helynévként szerepel, az elképzelt őshaza magyar formájú neve, aminek a kínai változata Jókai szerint Kin-Tseu. Ennek a névnek a forrása a Kingcsou (pinjin átírásban: Jīngzhōu; magyar népszerű átírásban: Csingcsou; kínaiul: 荆州) ókori kínai tartománynév. (A helynévből a 20. században vált női név.) A műben a Magna Hungariából a Pamír vidékére vándorolt, elszigetelten élő, de magas erkölcsi érzékű magyarságnak nagy szerepe van az oroszok legyőzésében. A kincsői magyarságot a győzelem után Besszarábiába telepítik.
A Nihil országa:
Oroszországban a forradalmat követő anarchista rendszer ugyanúgy folytatja a terjeszkedő, birodalomépítő politikát, mint elődje. Az új államra árnyékot vet egyfelől az önkényuralmi berendezkedése, az ellenségekkel való leszámolás (a volt főtisztek és a lengyelek tartoznak ide), másrészt vezetőinek a hatalomhoz való vonzódása. Ilyen többek között az, hogy Sasza asszony a forradalommal szakítva utóbb Alexandra cárnővé kiáltatja ki magát, miközben uralma valamennyi erkölcsi norma tagadásából áll.
Az Otthon állama:
A Duna-deltában Tatrangi Dávid eszméi szerint egymilliós lakosságú állam alakul. Az új ország elsősorban gazdasági társulás, a betelepülőknek egyszersmind részvényeseknek kell lenniük. Fontos megjegyezni, hogy az Otthon állama szabad társuláson alapul, szöges ellentétben a zsarnoki berendezkedésű Nihil államával.
A világ jelentősebb hatalmai:
Anglia, Franciaország és Németország továbbra is fontos szerepet játszanak a 20. század második felének Európájában: részben tradicionális nagyhatalmakként jelennek meg, részben Oroszország hitelezőiként. Az USA az egyedüli, mely diplomáciai kapcsolatot ápol a Nihil államával, utóbb a két hatalom szövetségre lép egymással.

## Műfaji besorolása
Európa közeledett azon állapothoz, melyet „Egyetemes Állam”-nak (Universal-Staat) neveznek. Az országok közötti vitás kérdéseket egy nemzetközi békebíróság intézte el, s annak a fejedelmek éppen úgy alávetették magukat, mint más halandó ember a maga bírájának, hiszen hiányzott már kezükből az „ultima ratio regum”: az agyúkanóc! A másik hatás pedig az lett, hogy a hadi készülődés megszűntével kétmilliárdnyi évi kiadás lett kitörülve csak az európai államok büdzséjéből, amibe évenkinti fegyverkezésük került.
Jókai regényét sokan korai tudományos-fantasztikus műnek, utópisztikus alkotásnak vagy újabban proto-steampunk írásnak tekintik. Az alkotás nagy jelentőséget tulajdonít a tudományos és technikai fejlődésnek, az egyre inkább gépesített háborúknak és a szemben álló felek iparosodottságának. A regényt párhuzamba állíthatjuk Jules Verne alkotásaival, de némely gondolatkör Jókai nem fantasztikus regényeiben is megjelenik, így az iparosítás fontosságát hangsúlyozta Fekete gyémántok című regényében. Ugyanakkor a Jövő század regénye a technikai változások mellett nagy hangsúlyt fektet a társadalmi és politikai átalakulásokra, a vállalkozói-polgári réteg megerősödésére, a sajtó és a közvélemény szerepére.

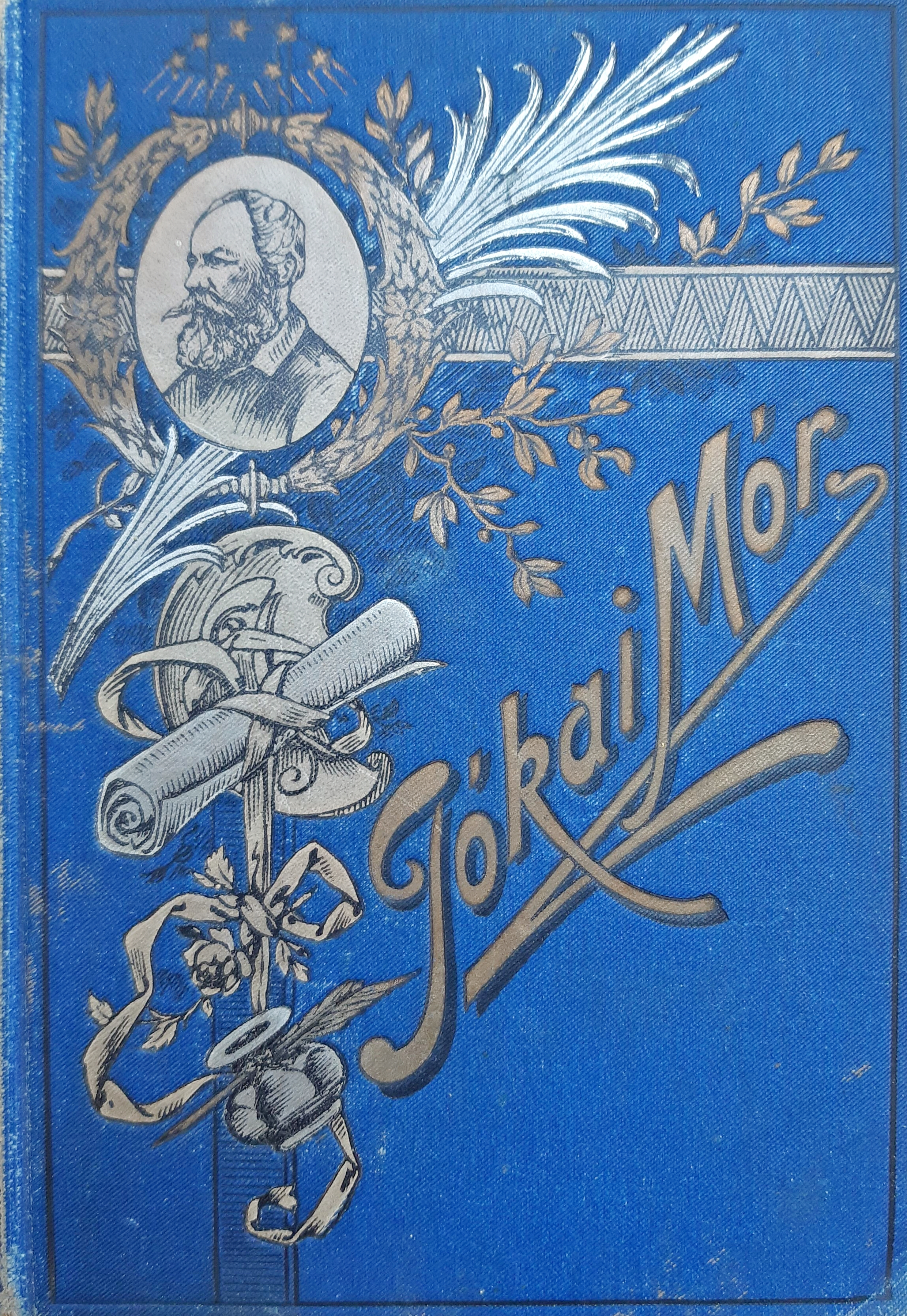
A regény 1884-es kiadásának borítója Pfeifer Ferdinánd kiadásában, Gottermayer-kötésben

Az alkotás felfogható tézisregényként is: a regény és politikai nézetei alapján Jókai Mór az 1867-es kiegyezés párthívének számított, erre utal egyrészt Habsburg Árpád szerepeltetése, másrészt a liberális nacionalizmus, a katolikus dinasztia felé mutatott lojalitás és a magyarság honfoglalás kori pogány örökségének már az első fejezetben feltűnő összehangolása. A Monarchia ellenségének megnevezése is az író véleményére vall: az 1830-as lengyel felkelés leverése, a magyar szabadságharc vérbe fojtása és a keleti kérdés miatt a magyar politikai elit aggodalommal kísérte a pánszlávizmust és az orosz ambíciókat. Az író 1895-ben a sovinizmus és a háborús uszítás ellen mondott beszédet az Interparlamentáris Unió brüsszeli kongresszusán, így a regény második részének címe (Az örök béke) egyértelműen a szerző politikai elképzeléseit népszerűsítette. Jókai korán és érzékenyen reflektált az anarchizmus és a szocialisztikus elképzelések térhódítására is. Egyes feltételezések szerint Tatrangi Dávid és Mózes szerepeltetésével az író filoszemita, zsidó emancipációt pártoló elképzeléseit szőtte bele a műbe.

## Értékelése
A jövő század regénye nem tartozik Jókai művészileg legsikerültebb alkotásai közé, de érdekes, értékes dokumentum arról, hogyan képzelte el az 1870-es években a kor kiemelkedő magyar íróegyénisége az elkövetkező évszázadot. Az alkotás túlzásai, korlátai, illúziói ellenére hűen tükrözi egy nehéz kor félelmeit és reményeit. Sokszor naivak, mesterkéltek az író elképzelései a jövő társadalmáról, de ha nem is reálisak a megjósolt történések, azért a szerző határtalan humánuma, a megteremtendő világbékébe vetett hite tiszteletreméltó. A békés alkotásra törekvés, a tudományra alapozott folyamatos fejlődés, a világmindenség még tökéletesebb megismerése ma is elérendő cél.
Mi, ennek a »jövő századnak« a gyermekei nem koronázunk Habsburg Árpádot. Tatrangi Dávid individualista műhelye helyett kutatóintézetek és gyárak hálózata készíti az ember felszabadítására hivatott műszaki alkotásokat. Mégis mércét jelent ez a mű a mai sci-fi regények íróinak, amelynek - úgy tűnik - nem is olyan könnyű megfelelni.

### Késleltetett kiadása
A Rákosi-korban szinte "magától értetődően", de a Kádár-korban is sokáig nem hagyta el a nyomdát Magyarországon a regény, oroszellenes vonatkozásai miatt. 1928 után először 1981-ben adták ki, az Akadémiai Kiadó Jókai Mór összes művei sorozatának kritikai kiadásában (a legutolsó kötet...). Holott akkor már majdnem másfél évtizede kész volt a sajtó alá rendezés. Népszerű, kritikai jegyzetapparátus nélküli változata nem jelent meg (a sorozat többi darabjával ellentétben). A kultúrpolitika korifeusai ettől is azt remélték, hogy "elrettenti" az átlagolvasót a számára "fogyaszthatatlan" annotációözön. Sajtó alá rendezője Zöldhelyi Zsuzsa ruszista, irodalomtörténész (ELTE).

## Kapcsolódó szócikk
- Martin Lajos